# Världskulturmuseet
Världskulturmuseet (tidigare Göteborgs etnografiska museum) är ett museum i Göteborg som bildades 1999 i samband med bildandet av Statens museer för världskultur. Övriga museer i samma myndighet är Etnografiska museet, Östasiatiska museet och Medelhavsmuseet vilka ligger i Stockholm.
Världskulturmuseet i Göteborg är en av de yngsta byggnaderna i statens fastighetsbestånd. Museet öppnade i december 2004. Det ligger vid Södra Vägen vid Universeum. 
Museets omfattande basutställning Korsvägar visar de historiska samlingarna i globalt perspektiv, och utställningen "Tillsammans" vänder sig till yngre barn med frågor kring hur vi människor kan leva tillsammans. Den omfattande programverksamheten speglar aktuella samtidsfrågor, men har också plats för hantverksworkshops, dans, musik och festivaler.
Världskulturmuseet utsågs 2009 till Årets museum för satsningar på unga vuxna och för aktivt arbete med att spegla samhällsdiskussioner 

## Arkitektur

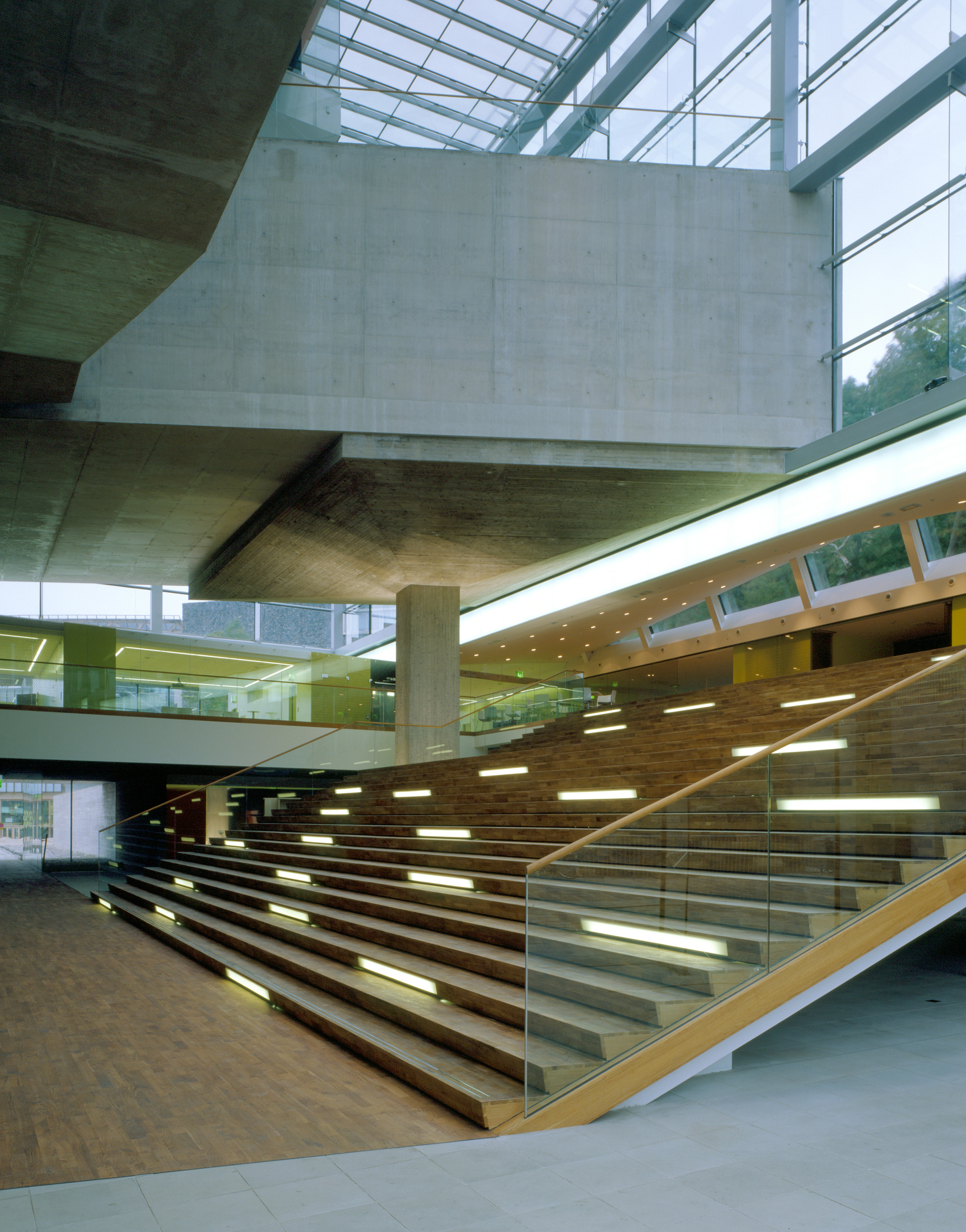
Den stora trappan i glasatriumet.

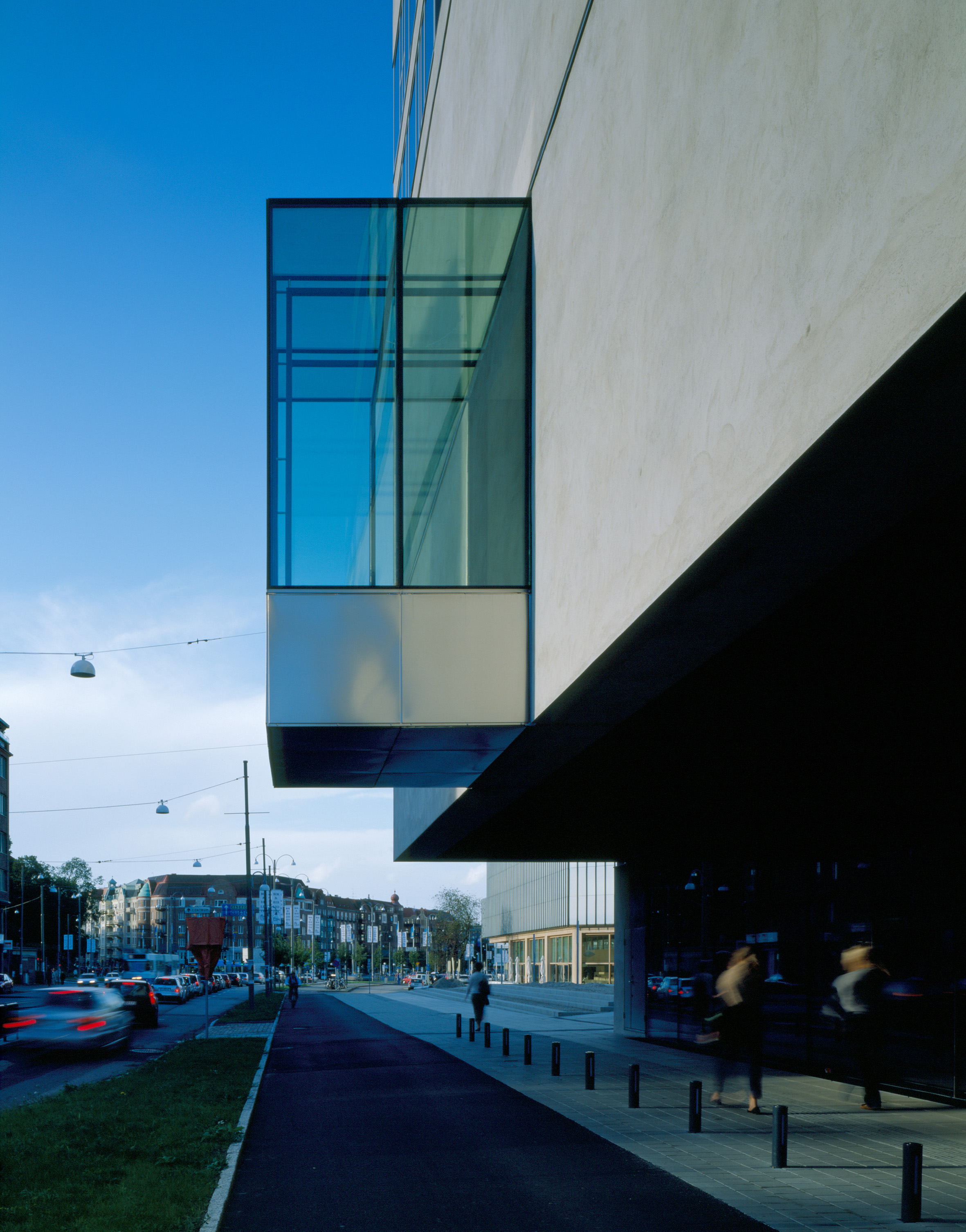
Museet sett från Södra Vägen.

Tomten som Världskulturmuseet byggdes på ligger på en sluttning mellan nöjesfältet Lisebergs höga klippa och Södra vägen. Längs slänten har berg sprängts bort och jämnats. Mot Södra vägen krävdes 9 meter långa betongpelare för att nå fast grund.
Världskulturmuseet har ritats av arkitekterna Cécile Brisac och Edgar Gonzalez. Mot Södra vägen hänger husets övre våningar ut över gång- och cykelvägen. Bottenvåningen mot gatan är en hel glasfasad. Byggnaden är en avancerad konstruktion med stora spännvidder. En fyra våningar hög atriumgård med glasfasader och ett intrikat kommunikationssystem med en bred trappa i husets mitt. Alla plan nås också via glasade hissar. Byggnadens totalarea är cirka 11 000 kvadratmeter. Entrén ligger i norr, och innanför denna möts besökarna av en vid ekparkettbelagd trappa, vilken som utgör byggnadens centrum. Trappan har inspirerats av Spanska trappan i Rom och ska förmedla en utomhus- och torgkänsla.
Världskulturmuseet består av två huvuddelar: en betongkonstruktion mot Södra vägen och ett glasatrium mot Liseberg. Byggnaden fick Kasper Salinpriset 2004 (delat med Södertörns högskolebibliotek). Därutöver har byggnaden utsetts till Årets Bygge av representanter från byggindustrin, fått erkännande från Mies van der Rohe Award och vann Award for Excellence in Design som delas ut av The American Institute of Architects i Storbritannien.
Byggnaden blev 2020 utnämnd till "Göteborgs fulaste byggnad" av opinionsgruppen Arkitekturupproret.

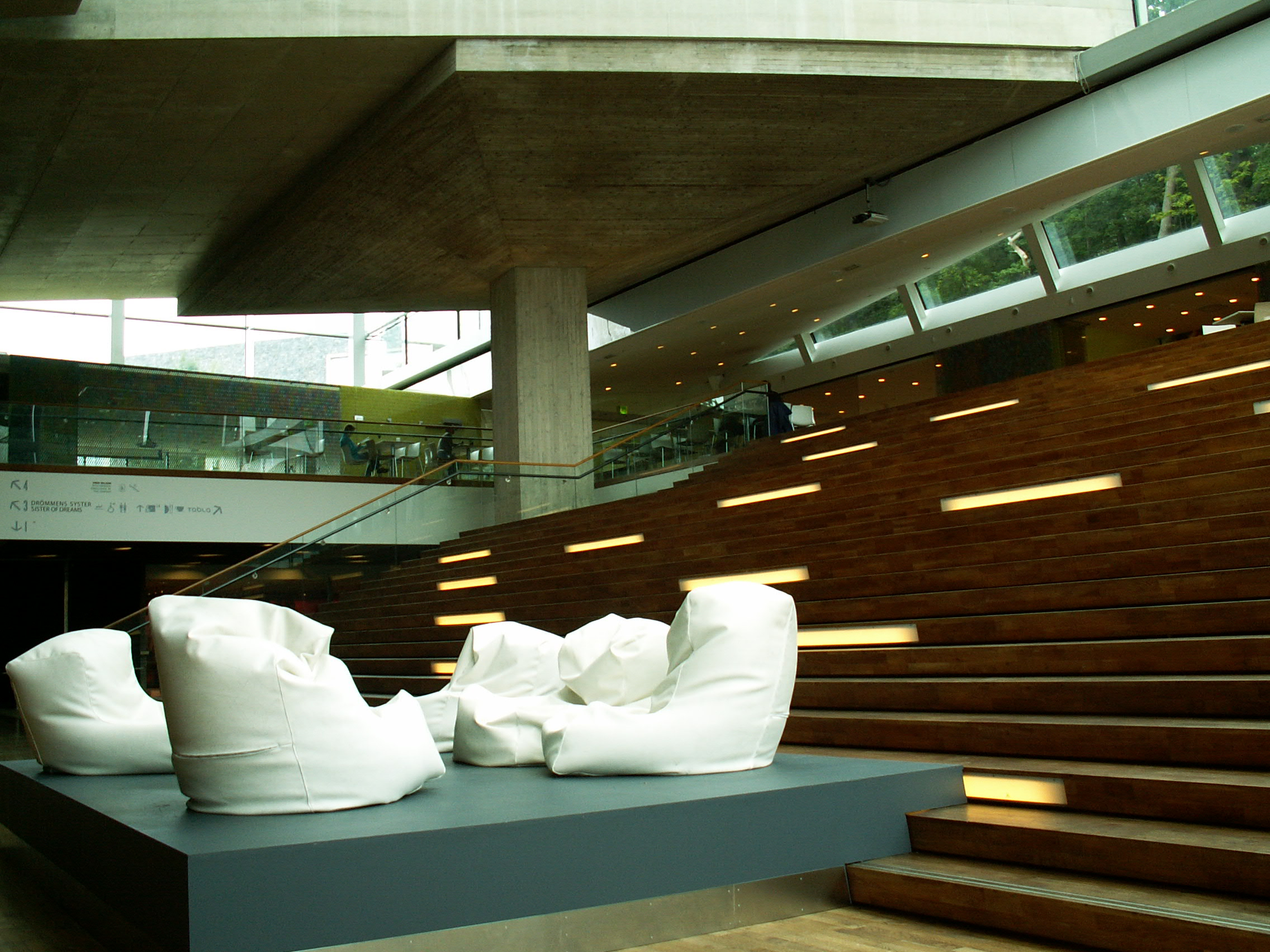
Göteborg Världskulturmuseet (Museum of World Culture)

## Utställningar

### Basutställningar
Tillsammans öppnade 21 november 2015 och är museets satsning på barn och familjer.
Tillsammans är en lekfull utställning i förändring, som är tänkt att finnas på Världskulturmuseet i många år. Tillsammans handlar om det fantastiska och det svåra med att vara tillsammans och tar med utgångspunkt i föremål från museets samlingar upp relevanta frågor för målgruppen barn 0-12 med vuxna. Utställningen står med ett ben i samtiden och ett i museets föremålssamlingar där mer än tusen föremål och deras berättelser har valts ut för att spegla dagens frågeställningar.
Utställningen är producerad så att den som sitter i rullstol får lika stor behållning som den utan och texterna är anpassade för olika läs- och skrivsvårigheter.
Korsvägar öppnade 2016 och öppnar löpande nya delar.
Korsvägar handlar om globala samlingar, unika platser och mänsklighetens gemensamma frågor. Världskulturmuseerna förvaltar en samling föremål från flera tusen år tillbaka fram till idag. . Från en 5000-årig egyptisk vattenkruka till samtida utrustning för vallfärdsresor till Mecka, från en andinsk khipu till en sidenkaftan från Samarkand och batik från sultanpalatset i Yogyakarta, från ett wampumbälte från USA till snidade krokodiler från Papua Nya Guinea.

## Chefer
- 2001–06 Jette Sandahl[15]
- 2007–09 Margareta Alin Hegelund[16]
- januari–oktober 2010 Catharina Bergil (tillförordnad chef)
- oktober 2010–december 2011 Mats Widbom[17][18]
- januari–juli 2012 Per Kåks[19]
- juli 2012– Karl Magnusson[20]
- Oktober 2015 - Ann Follin (Överintendent för Världskulturmuseerna)[21]
- September 2024 - februari 2025  Karl Magnusson
- Februari 2025 Britta Söderqvist